# Rocketeer (Lied)
Rocketeer ist ein Lied der US-amerikanischen Band Far East Movement, in Zusammenarbeit mit dem US-amerikanischen Musiker Ryan Tedder, das im Oktober 2010 erschien.

## Entstehung und Veröffentlichung
Geschrieben wurde das Lied von Jae Chong, Virman Coquia, Peter Hernandez (Bruno Mars), Philip Lawrence, Kevin Nishimura, Jeremy Reeves, James Roh, Ray Romulus, Jonathan Yip. Für die Produktion zeichneten die beiden Produzententeams The Smeezingtons (bestehend aus: Philip Lawrence, Ari Levine und Buno Mars) und Stereotypes  (bestehend aus: Jeremy Reeves, Ray Romulus und Jonathan Yip) verantwortlich. Far East Movement erklärten, dass sie es toll fänden, dass sie Tedder arrangieren konnten, der einen „vollen Terminkalender“ gehabt hatte und für die Aufnahme mit ihnen die Zeit aufbringen konnte.
Die Erstveröffentlichung von Rocketeer erfolgte am 9. Oktober 2010 bei Cherrytree Records, als Teil von  dritten Studioalbum Free Wired. Am 29. Oktober 2010 erschien das Lied als zweite Singleauskopplung aus dem Album. Diese erschien zunächst als digitaler Einzeltrack zum Download. Kurze Zeit später erfolgten weitere digitale Singleausführungen mit B-Seiten. Am 11. März 2011 erschien in Europa eine 2-Track-CD-Single, mit einem Remix als B-Seite (Katalognummer: 0602527666464).

## Inhalt und Stil
Im Text geht es laut Far East Movement-Mitglied Kevin Nishimura darum, einem Mädchen zeigen zu wollen, dass man sie liebt und man ihr deswegen die ganze Welt zeigen möchte. Texter waren Bruno Mars, Jae Choung, James Roh, Kevin Nishimura, Virman Coquia, Jonathan Yip, Jeremy Reeves, Ray Romulus und Philip Lawrence. Kev Nish erklärte auch, dass sie sich im Studio Apologize von Tedders Band OneRepublic angehört hatten und sie diesen Sound auch in ihrem Song haben wollten.

## Musikvideo
Das offizielle Musikvideo wurde erstmals am 29. Oktober 2010 auf YouTube veröffentlicht. Es beginnt mit einem jungen Paar. Die Frau erzählt, dass sie den Job in Tokio hätte annehmen müssen, der Mann kann dort aber nicht hin. Sie küssen sich, woraufhin er mit einem Skateboard zu sich nach Hause fährt. Er fährt durch die Stadt und sammelt von diversen Menschen alte Sachen ein. Gemeinsam mit seinem Vater konstruiert er aus diesen einen Raketenrucksack, um zu ihr kommen zu können. Im Musikvideo haben unter anderem auch Martin Kierszenbaum und DJ Quik Auftritte.

## Rezensionen
Nick Levine von Digital Spy meinte, dass der Song mit der Produktion der Smeezingtons, dem mitreißenden, von Ryan Tedder gesungenen Refrain und der Persönlichkeit von Far East Movement einen sehr guten Song ergeben würde. Er vergab vier von fünf möglichen Sternen. Auch Bill Lamb von About.com vergab vier Sterne und meinte, dass der Song perfekt für ein Mainstream- und Pop-Radio geeignet wäre.

## Kommerzieller Erfolg

### Chartplatzierungen
| ChartsChartplatzierungen       | Höchstplatzierung | Wochen |
| ------------------------------ | ----------------- | ------ |
| Deutschland (GfK)              | 40 (7 Wo.)        | 7      |
| Vereinigte Staaten (Billboard) | 7 (20 Wo.)        | 20     |
| Vereinigtes Königreich (OCC)   | 14 (6 Wo.)        | 6      |

| ChartsJahrescharts (2011)      | Platzierung |
| ------------------------------ | ----------- |
| Vereinigte Staaten (Billboard) | 58          |

### Auszeichnungen für Musikverkäufe
| Land/Region       | Auszeichnungen für Musikverkäufe (Land/Region, Auszeichnung, Verkäufe) | Verkäufe |
| ----------------- | ---------------------------------------------------------------------- | -------- |
| Australien (ARIA) | Platin                                                                 | 70.000   |
| Kanada (MC)       | Platin                                                                 | 80.000   |
| Neuseeland (RMNZ) | Gold                                                                   | 7.500    |
| Insgesamt         | 1× Gold · 2× Platin ·                                                  | 157.500  |